# Картина в доме
«Картина в доме» (англ. The Picture in the House), в других переводах «Картинка в старой книге», «Картинка в доме» — рассказ американского писателя Говарда Филлипса Лавкрафта, написанный 12 декабря 1920 года. Впервые был издан в журнале «The National Amateur» летом 1921 года. Следующая, более серьёзная публикация, была напечатана в январе 1924 года, в журнале «Weird Tales».

## Сюжет
Повествование происходит от лица путешественника, чьё имя не называется. В ноябре 1896 года он едет на велосипеде по Мискатоникской долине , в поисках генеалогических данных её жителей. Он следует по заброшенной дороге в Аркхем, когда дождь заставляет его искать укрытие в явно заброшенном доме, что стоит у подножия холма. Дом кажется обитаемым, хотя, интерьер изобилует старинной мебелью, созданной еще до американской революции. Рассказчик замечает, что в библиотеке дома полно старинных книг, среди которых имеется редкое издание «Королевство Конго» (лат. «Regnum Congo») 1598 года, о путешествии Пигафетта к племенам региона Конго. Книга написана на латинском языке и, будто, сама раскрывается на 12 странице, где изображена лавка мясника-каннибала из африканского королевства Анзику.
Со второго этажа дома спускается неряшливого вида старик, только что пробудившийся от долгого сна. Седобородый старик вежливо ведёт беседу на старинном диалекте Янки, что считался давно вымершим. С нездоровыми эмоциональными проявлениями старик рассказывает о людях, исчезнувших в здешних краях. Странным предстаёт тот факт, что старик не умел читать на латыни и просил об этом других людей. Книгу он приобрел в у капитана Эбенезера Холта, чье имя рассказчик встречал в документах XVIII века.
Начинается буря. Старик в нарочито невежественной манере обсуждает иллюстрации из книги: дерева с крыльями (пальма); обезьяньих людей (гориллы); дракона с головой аллигатора и мясную лавку племени каннибалов-анзиков. Старик восхищается темой убийств. У него кровь бурлит в жилах, когда он читает в Писании про истребление мадианитян. Старик признаётся рассказчику (который становится всё более нервным и напуганным во время беседы), что решил повторить увиденное в книге и попробовать человеческое мясо. Старик упоминает Всевышнего и говорит, что после того случая у него появился голод к «особой пище».
Вдруг, на книгу падает красная капля, а на потолке расползается большое тёмно-красное пятно. В этот момент в дом ударяет молния, разрушая его вместо простого пожара. Рассказчик остается жив, придя в себя среди развалин старого дома. Судьба старика не описана.

## Персонажи
- Рассказчик

Рассказчик — путешественник, искатель острых ощущений, исследователь генеалогических данных, направлялся на велосипеде из Бостона в Аркхем. Наслышан об опасностях в глубинке Мискатоникской долины, ему известны ветхозаветные легенды. В высшей мере придерживается правил хорошего тона.
- Старик

Старик (англ. Old man) — седовласый старец, одет в лохмотья, ростом не менее шести футов. Несмотря на возраст и очевидную нужду, все еще достаточно крепкого сложения. Нечистоплотность его превосходит всякое описание: он не ухожен и неопрятен, но благороден. Носил старые восьмиугольные очки. Говорит на старинном диалекте Янки (англ. Yankee dialect), той примитивной разновидности новоанглийского диалекта, которая считалась давно исчезнувшей.
Длинная всклокоченная борода полностью закрывает его лицо, которое имеет неправдоподобно румяный и свежий цвет, едва тронуто морщинами. На высокий лоб ниспадает поредевшая с годами прядь седых волос. Его сверкающие голубые глаза, налитые кровью, глядят остро и испытующе. Слабый старческий голос проникнут льстивым подобострастием и заискивающим радушием.
Не знает - по его утверждению - латыни, что странно, ибо его дом полон книг на латыни. Притворяется невеждой (в том числе, и не знающим латыни и прочих языков), разузнавая под видом доброго старика, что происходит в мире. Побывал в Лондоне, где занимался торговлей лошадьми. Жил на свете уже более века, с начала  XVIII века. В экранизации 2007-го года старик говорит, что книгу Пигафетты он выменял за одну лошадь у Эбенезера Холта, капитана, жившего в XVIII веке.
С. Т. Джоши предполагает, что старик убивал путешественников, которые наткнулись на его дом, чтобы удовлетворить свою «тягу к особой пище», и сверхъестественным образом продлевал свою жизнь посредством каннибализма.

### Второстепенные персонажи
- Эбенезер Холт (англ. Ebenezer Holt) — капитан корабля «Салемский купец» (англ. Salem merchantman). Раздобыл книгу «Regnum Congo» в одной из лавок Лондона. Эб знал латынь, но отдал книгу старику по какой-то причине, когда тот гостил в его доме на холме. Возможно, старик убил его.
- Пастырь или Пассон Кларк (англ. Passon Clark) — учитель в школе Мискантоника. Пассон является староанглийской формой слова пастырь.
- Исайя Томас (англ. Isaiah Thomas) — автор альманаха «Путь пилигрима».
- Коттон Мэзер (англ. Cotton Mather) — проповедник, участвовал в Процессе над салемскими ведьмами, автор книги «Magnalia Christi Americana».
- Моряк Лопес (англ. Sailor Lopez) — мореплаватель.

## Вдохновение
В финале рассказчика спасает удар молнии, разрушающий древний дом, подобно аналогичному финалу в рассказе «Падение Дома Ашеров» Эдгара По.
Джейсон Экхардт предполагает, что диалект, который так неестественно использует Старик, происходит от одного из персонажей в «Документы Биглоу» Джеймса Рассела Лоуэлла (1848–62). Даже во времена Лоуэлла считалось, что этот диалект давно исчез. Скотт Коннорс заявил, что «Использование архаичного диалекта представляет собой ранний пример такого понятия как «Погружение во время», что превращает обычную историю о каннибализме, в размышление о парадоксах времени». В последующих произведениях Лавкрафт часто будет описывать похожий диалект.
Питер Кэннон указывает на параллели между «Картиной в доме» и «Приключением медных буков» Артура Конан Дойля.
В этом произведении впервые появляются запретные книги, реликвий былых времен, имя Коттона Мэзера, что позже будут часто появляться в «Мифах Ктулху». Книга «Королевство Конго» (лат. Regnum Congo) напечатана во Франкфурте в 1598 году и открывается сама на странице 12, проявляя свою магическую сущность, как гримуар по черной магии. Изображение на античной карте дракона с головой аллигатора, само по себе, не является элементом «Мифов Ктулху», но представляет ранний пример идей Лавкрафта, возможно, побудивших автора на создание таких образов, как Ктулху. Легенды о путнике, встретившего призрака в заброшенном доме, которого давно нет на свете, широко распространены в мифологии Европы. Старик пытается передать все известные ему сведения из религии и смешивает предания из Библии, ветхозаветные легенды и писание. Старик упоминает Всевышнего, а сам исполняет в разговоре роль Дьявола — это прием в готической литературе.
В рассказе упоминается мореплаватель Пигафетта, чье путешествие к племенам региона Конго описано в книге «Королевство Конго». Также упоминается Птолемей — царь Египта, соратник Александра Македонского, один из диадохов.
В рассказе упоминаются художники Де Брай, которые выполнили иллюстрации племенных народов и неведомых морских чудовищ в книге «Regnum Congo». Лавкрафт назвал их братьями, но он ошибся, поскольку это не братья, а сын и отец.

## Критика
Питер Кэннон считает, что рассказ ««уходит корнями в подлинную пуританскую психоисторию». Он рассматривает концовку с кровью, капающей с потолка, как демонстрацию «хитрости, неизвестной современным авторам ужасов, которые в основном наслаждаются графическим насилием». Кэннон отмечает особое внимание к реализму и тонкое развитие сюжета, приводящие к развязке, что удерживают внимание и помогают сделать произведение «самым сильным из ранних рассказов Лавкрафта про Новую Англию».
Дональд Р. Берлсон заявил: «уже в 1920 году Лавкрафт был способен создать мощную историю ужаса, вызывающую и удерживающую внимание благодаря высоко искусному использованию языка, который фокусирует внимание на персонажах и локациях Новой Англии».
Колин Уилсон назвал это рассказ «почти убедительным очерком садизма».
Джоанна Расс оценила рассказ «Картину в доме» как «одну из лестных историй».

## «Страна Лавкрафта»
Лавкрафт установил фундаментальные стандарты для окружения Новой Англии, что стало одними из самых популярных в фантастической литературе. В этом рассказе впервые появляется описание Мискатоникской долины (англ. Miskatonic Valley), а также упоминается Аркхем и Салем.  Рассказ начинается с чего-то вроде манифеста, в котором Лавкрафт описывает воображаемую сельскую местность Новой Англии, — что станет известна как «Страна Лавкрафта»: 
Подлинный ценитель ужасов превыше всего ставит сельские дома в глуши Новой Англии, ибо там темные силы, порок и невежество пребывают в своем первозданном обличии, идеально согласуясь с атмосферой ужасов. Самым  пугающим зрелищем являются неказистые деревянные дома, расположенные вдали от дорог, на склоне холмов. Два века с лишним простояли они так, оседая и кринясь, и все это время вились, и ползли по их стенам виноградные лозы, и окружали ширившиеся деревья. Они почти сокрыты в буйстве зелени и под покровом тени, но их окна по прежнему таращатся на мир и, будто, моргают в мертвенном оцепенении, притупляющеим в памяти жуткие события. Только тихие и сонные дома в лесной глуши все видят и могут поведать о том, что лежит за тайнами прежних времен; но они не желают отгонять дремоту, что помогает им забыться. Порою кажется, что лучше бы снести эти дома, о чем и они, должно быть, мечтают.Г. Ф. Лавкрафт. «Картина в доме» (1920).
Кэннон пишет: «Лавкрафт отмечает здесь, что в качестве источника ужасов он будет меньше полагаться на стандартные атрибуты готической литературы, а больше на свой родной регион».
В последующих произведениях Лавкрафт часто будет использовать окружение из этого абзаца:    
- Некоторое время я путешествовал среди жителей Мискатонийской долины в поисках определенных генеалогических данных.
- Теперь я оказался на заброшенной дороге, которую я ошибочно выбрал в качестве кратчайшего пути к Аркхему.
- Дремучий лес с нечистой силой, каменистые горы, колдовские холмы, колдовские монолиты на необитаемых островах.

Лавкрафт описывает более редкие и далекие места:
- Катакомбы Птолемея (англ. Сatacombs of Ptolemais) — мифическое место, предположительно находится в подземельях в Верхнем Египте, окутано тайнами.
- Узорчатые мавзолеи кошмарных стран (англ. Nightmare countries).
- Залитые лунным светом башни (англ. Moonlit towers).
- Руины полуразрушенных замков Рейна (англ. Rhine castles).
- Руины заброшенных городов Азии (англ. Forgotten cities of Asia).

Ни одно из этих экзотических мест более не встречается у Лавкрафта, но он заложил основу для одного из самого популярного окружения в фэнтези и фантастике.

## Связь с другими произведениями
В рассказе «Алхимик» колдун изобрел эликсир, который поддерживал его жизнь в течение 400 лет.
В рассказе «Склеп» герой был одержим духом предка, который пытался воплотиться в его теле.
В рассказе «Ужасный старик» старый колдун в Кингспорте разговаривал с душами в бутылках.

## Комментарии
1. ↑  Здесь и далее все имена и названия приводятся по переводу О. Колесникова.